# Édouard Beaudoin
Édouard Beaudoin var en fransk bågskytt. Han deltog vid olympiska sommarspelen 1900 och olympiska sommarspelen 1908.